# Història de la República del Sudan
La història de la república del Sudan s'inicia amb la proclamació de la independència del Sudan Angloegipci l'1 de gener de 1956.

## Primer període democràtic
Les funcions de cap d'estat foren exercides interinament per cinc representants del Parlament que havien d'estar en funcions fins a l'elecció de president; Ismail al-Azhari va restar al front del govern i va intentar formar un govern de concentració sense èxit; el 19 de gener de 1956, per absència d'alguns diputats del govern, aquest fou derrotat en una votació sobre el pressupost per 49 vots a 46; l'endemà el govern es va sotmetre a la confiança i va guanyar la moció; això va reforçar la petició de govern de concentració que es va aconseguir el 2 de febrer, presidit per al-Azhari i amb els principals caps opositors. El 21 i 22 de febrer es va produir un fet lamentable: uns pagesos que protestaven pel repartiment de l'aigua foren detinguts per la policia i tancats en un lloc massa petit per tants detinguts de manera que a la nit se'n van asfixiar 192. El 23 de febrer es van iniciar les tasques d'una comissió que havia de preparar una nova constitució i que va aconsellar crear un comitè amb representació de tots els partits i sotmetre-ho a l'assemblea constituent que s'havia d'elegir el 1957.
Durant la primera meitat de l'any van anar arribant els primers ambaixadors estrangers; el juny una part dels diputats unionistes seguidors de la secta Khatamiyya, i un altre grup procedent del partit Ashigga, es van escindir i van formar el Partit Democràtic Popular Sudanès (PDP) deixant al Partit Nacional Unionista (PNU) en minoria. Llavors l'Umma National Party va fer caure al govern en una votació (4 de juliol) per 60 vots a 31 i l'endemà va formar govern el cap del Front Independentista (FI), una coalició de partits independentistes liderada per l'Umma), Abdallah Khalil, en un govern d'àmplia coalició amb tots els partits abans a l'oposició i el nou Partit Democràtic Popular amb un nombre de carteres proporcional als diputats que cadascun aportava. El 22 de setembre es va reunir per primer cop el Comitè Nacional que preparava la nova constitució però a finals d'any no havia acabat la seva tasca. En aquest temps els funcionaris del nord destinats al sud foren substituïts per gent de la pròpia terra. El 12 de novembre Sudan va ingressar a l'ONU.
El mes de maig de 1957 fou avortat un intent de cop d'estat d'oficials pro-egipcis. El projecte egipci de construir la presa d'Aswan enverinava les relacions entre els dos estats, ja que Sudan s'hi oposava. El 30 de juny, per finalització del termini, va quedar dissolt el parlament i es va començar a organitzar les eleccions. En aquest any va entrar en vigor la lliura sudanesa que va substituir a la lliura egípcia. A final del 1957 una comissió sudanesa va anar a Egipte per discutir l'afer de la presa d'Aswan. L'1 de febrer de 1958 Egipte reclamava dos zones de terreny als 22 graus de latitud nord que incloïen Halaib i la part nord de Wadi Halfa (que havia de quedar inundada per la presa i si era egípcia suposava una baixa de la indemnització a pagar al Sudan), pretensió rebutjada pels sudanesos, provocant que els egipcis concentressin tropes a la frontera. El 20 de febrer Sudan va apel·lar al Consell de Seguretat de l'ONU i va oferir negociar una vegada passades les eleccions que encara no s'havien celebrat per no haver-se acabat el cens electoral. Egipte va acceptar la demora i va retirar les tropes i entre el 27 de febrer i el 8 de març es van fer les eleccions. L'Umma va obtenir 63 escons; el Partit Nacional Unionista (proegipci), 45; el Partit Democràtic Popular (proper a Egipte), 27; el Partit Liberal Sudista, 38 (després es va quedar en 20 quan 16 van formar un grup sudista independent, 1 va passar al Partit Antiimperialista (comunista); 1 al Partit Federal Sudista o Partit Federal del Sudan del Sud; i quan els nordistes van rebutjar les pretensions federals dels sudistes es va formar el Bloc Federal Sudanès del Sud, que va reunir a 25 diputats). Al senat (30 membres) 14 de l'Umma, 5 del Partit d'Unió Nacional, 5 del Partit Democràtic Popular i 6 dels grups sudistes. El 20 de març Khalil era confirmat com a primer ministre amb 103 vots dels 198 del parlament i el 26 va formar un govern de coalició amb 9 membres de l'Umma i 6 del Partit Democràtic Popular.
El 7 de juliol de 1958 va ratificar el pacte d'ajut dels Estats Units; el 9 de juliol Egipte (oposat a aquest pacte) va tornar a reclamar al·legant que el primer ministre Khalil havia aprovat certs projectes sobre l'aigua del Nil sense comptar amb la República Àrab Unida (Egipte) tal com preveia un pacte angloegipci en vigor però que Sudan havia declarat nul. Les relacions continuaren tenses i el novembre el ministre de comerç Rahman (del PPD) va marxar al Caire per entrevistar-se amb Gamal Abdel Nasser al mateix temps que el cap del PNU, Ismail al-Azhari, anava també a la capital egípcia. Semblava que aquestos partits buscaven una aliança amb suport d'Egipte contra l'Umma. Sudan va signar un pacte amb Etiòpia (d'ajuda mútua en cas d'agressió exterior, que en aquest cas per al Sudan significava agressió d'Egipte). Khalil s'inclinava obertament pels interessos occidentals el que li restava suport.

## Primera dictadura militar
El 17 de novembre de 1958 l'exèrcit va donar un cop d'estat dirigit pel poc conegut general Ibrahim Abbud. comandant en cap de l'exèrcit, que va assolir (dia 18) tots els poders executiu i legislatiu i va formar govern amb 7 militars i 5 civils (es va reservar la cartera de Defensa i la posició de comandant en cap de les Forces Armades Sudaneses). Contra el que es va pensar inicialment Abbud no era un nasserista, i es declarava contra la corrupció i l'anarquia. Es va suspendre la Constitució, els partits polítics foren dissolts i la premsa censurada.
El primer govern d'Abbud, anomenat Consell Suprem, no va durar gaire; quatre mesos després, acusat d'una política vacil·lant, els comandants de les regions militars del nord i orient van enviar tropes a Khartum exigint una reorganització (4 de març). Abbud va forçar la dimissió del consell suprem i el va reorganitzar apartant a cinc membres i posant a cinc de nous entre els quals els generals Abdel Rahim Shenan i Ahmed Abdullah Saas; aquestos dos generals que representaven una línia política obertament contrària al nasserisme, van intentar un cop d'estat el 21 de maig amb el suport de la regió militar oriental, però van fracassar i els dos homes, amb 50 oficials més, foren arrestats; dos coronels van ocupar el seu lloc al consell suprem. Un consell de guerra va condemnar als dos general i altres quatre alts oficials a la pena de mort (que fou commutada per presó perpetua). El 8 de novembre Egipte i el Sudan van signar un acord sobre la presa d'Aswan; Sudan la permetia a canvi d'algunes obres hidràuliques a fer a territori sudanès i de compensacions adequades pels 40.000 sudanesos que perdrien les seves terres amb la inundació que causaria la presa. Això va tenir una repercussió en l'oficialitat contrària a Egipte i el cop del 22 de maig va poder tenir una seqüela el 10 de novembre, quan oficials purgats després d'aquell cop amb suport del Partit Comunista Sudanès van fer un nou intent que va fracassar igualment; el cop va tenir per centre l'Acadèmia d'Infanteria d'Omdurman; foren executats dos oficials en actiu i tres que estaven a la reserva.
El febrer de 1960 es va crear el Banc del Sudan. En aquest any també es va aprovar una Llei d'Administració Provincial de caràcter tècnic. El 17 de gener de 1961 es va tancar el principal diari del país, Al-Ayyam. El govern va tenir negociacions secretes amb el cap de la secta Ansar (Ansariyya) Saddik al-Mahdi ibn Abd al-Rahman, net de Muhàmmad Àhmmad al-Mahdi, i fill de Sayyid Abd al-Rahman ibn al-Mahdi (que havia mort el 1959), ara el representant de la família, que donava suport a l'Umma. Però aquestes negociacions es van frustrar per la inesperada mort de Saddiq el 2 d'octubre de 1961; li va succeir el seu germà Sayyid al-Hadi al-Mahdi, mentre el seu jove nebot, fill de Saddik, anomenat també Saddik al-Mahdi, va agafar la direcció de l'Umma. El 15 de juliol foren empresonats 15 líders polítics entre els quals Ismail al-Azhari, cap del Partit Nacional Unionista, Abdullah Khalil, cap del partit Umma, i Muhammad Ahmad Maghoub, cap del partit del Front Unit (la coalició liderada per l'Umma abans Front Independentista) i ex ministre d'Afers Exteriors; alguns detinguts foren desterrats al sud del país i la resta foren alliberats al cap d'uns mesos; aquestes detencions intentaven evitar la formació d'un front polític contra la dictadura. Els enfrontaments amb pelegrins el 22 d'agost, a Omdurman, que va acabar amb la mort de 12 membres de la secta Ansar, no va tenir conseqüències pel govern, com tampoc vagues universitaris a Khartum i Wadi Seidna. A finals d'any es van posar en marxa els Consells Regionals dirigits per gent propera al govern que havien de ser l'embrió del retorn del poder als civils. Les Forces Armades es van reforçar amb la creació de la Marina de Guerra Sudanesa (amb alguns vaixells, el primer de nom "Sennar" va entrar en servei la primavera del 1962) i la compra d'alguns avions per a la Força Aèria Sudanesa, quasi al mateix temps que es creava la Marina Nacional (mercant) amb dos vaixells. Les bones collites de cotó i la seva fàcil venda asseguraven una certa estabilitat econòmica que el govern sabia aprofitar. Abbud va visitar Moscou (juliol) i es va pronunciar per la no alineació, i va assistir a la Conferència de Països No Alineats de Belgrad (setembre de 1961), visitant després Washington DC. Les forces sudaneses al servei de l'ONU van operar al Congo (d'on foren retirades) i a Kuwait (amenaçat per l'Iraq). Amb França es van trencar relacions pels assajos nuclears francesos al desert del Sàhara.
El 23 de juny de 1962 la Comissió de Desenvolupament Constitucional va recomanar la celebració d'eleccions municipals i la formació d'un Consell Legislatiu format per votació dels consells de cada província (54 escons) més 18 membres nomenats pel govern. Les propostes de la Comissió foren aprovades per llei el 13 de novembre i es va procedir a una reorganització ministerial si bé els nous ministres eren militars (generals). L'1 de setembre membres de la tribu Merille del sud, que estaven refugiats a Kenya i feien incursions al Sudan, van tenir un fort enfrontament a la regió de Kamathia i van patir algunes baixes. En economia es va crear el Banc Industrial del Sudan, pel foment de la indústria (en especial el sucre) i es va iniciar un pla decennal (1962-1971) amb diversos projectes (uns 260) entre els quals tres projectes hidroelèctrics importants; el pla tenia previst un increment de la producció nacional del 63% per a 1971. Un tractat fronterer es va signar amb el Txad el 20 de febrer de 1962. L'ensenyament de l'àrab i la llei islàmica que es va imposar al sud va desfermar les protestes de la població d'aquest part del país.
El 26 d'abril de 1963 es van celebrar eleccions municipals (s'elegien 2/3 dels consellers als municipis més desenvolupats i 1/2 als menys, la resta eren designats pel govern). Va participar el 68% de la població (censats 1.293.500 persones); els Consells Municipals (elegits i designats) van designar als Consells Provincials que van quedar formats l'agost. El 12 d'octubre els Conselles Regionals van elegir el Consell Central que tindria plens poders legislatius i control i supervisió del govern. El Consell Central es va obrir el 14 de novembre amb 72 membres (54 electes per via indirecta i 18 designats). El juny de 1963 el coronel Joseph Lagu va desertar de l'exèrcit i va reunir grups dispersos de guerrillers del sud per fundar el setembre l'Anya Anya (després Anya Anya I) que va iniciar la lluita a major escala; el govern va haver d'enviar tropes que van actuar brutalment, cremant pobles sospitosos i originant un èxode de refugiats cap als boscos o països veïns. L'11 de gener de 1964 l'Anya Anya va intentar ocupar Wau (capital de l'estat de Bahr al-Ghazal) i en l'operació fou capturat el comandant guerriller Bernardino, fill d'un cap tribal dinka cristià, que fou executat amb altres caps el 23 de febrer. El 27 de febrer el govern va expulsar els missioners cristians. La repressió al sud fou criticada en una reunió (no autoritzada) d'estudiants al nord, i es van produir manifestacions a Khartum el 22 d'octubre que foren dissoltes per la policia (va morir un estudiant i 8 van ser ferits de bala) però el 24 d'octubre s'hi van afegir els treballadors i les protestes van agafar un caire contra el govern i contra els Estats Units (l'ambaixada americana fou atacada); les manifestacions es van estendre a Omdurman, Port Sudan i Juba; el govern va tancar les universitats però el moviment de protesta va augmentar la seva força i el 26 d'octubre es va iniciar la vaga general seguida en massa; els jutges, advocats i mestres es van sumar a la protesta el 27 i una part dels oficials joves de l'exèrcit es començaven a decantar a favor dels manifestants. El mateix dia 27 el general Abd al-Rahman Attaher Almahal va forçar a Abbud a dissoldre el govern i el Consell Suprem de les Forces Armades i a anunciar un govern de transició a la democràcia a negociar entre les Forces Armades i el Front Nacional Unit (coalició de tots els partits i sindicats presidida per Sayyid al-Hadi al-Mahdi) i es va acordar que Abbud seguiria com a president i es restabliria la democràcia formant-se un govern civil amb totes les forces polítiques, fins a les eleccions a celebrar al començament de 1965.

## Segon període democràtic
El nou govern es va formar el 30 d'octubre sota la presidència de l'independent Sirr al-Khatim al-Khalifa i amb representants dels 5 principals partits i dels sindicats. El mateix dia es va acabar la vaga general i es van retirar els tancs del carrer. El 8 de novembre Abbud va ordenar detenir a 8 alts oficials sense l'acord del primer ministre i sospitant la gent que es preparava un cop es va tornar a manifestar i foren atacades les ambaixades dels Estats Units, Gran Bretanya i la República Àrab Unida. Abbud va dimitir el 15 de novembre i es va retornar al sistema de Consell de sobirania o Consell Suprem de cinc membres (interinament i per pocs dies el primer ministre va assegurar les funcions de cap d'estat) que va entrar en funcions el 3 de desembre i en el que hi havia un sudista, sent la presidència rotatòria setmanal. Es va acordar depurar l'exèrcit. El 6 de desembre va córrer el rumor de l'assassinat del dirigent sudista Clement Mboro (cap del Front Nacional del Sud) a mans d'un nordista i a Khartum àrabs i sudistes es van enfrontar pels carrers morint 14 persones i amb 400 ferits (el rumor va resultar ser fals). El desembre el primer ministre va visitar el sud i va fer dictar una amnistia que no fou acceptada pels dirigents sudistes i la guerra va prosseguir.
El febrer de 1965 es va excloure als comunistes del govern i es van convocar eleccions generals (excepte a les tres províncies del sud) que es van celebrar el 21 d'abril. L'Umma va aconseguir 74 escons (de 156); el PNU, 51; el Congrés dels Beges (un partit format per la unió de les tribus Beja i els caps tradicionals), 10; els Germans Musulmans, 3; el Partit Democràtic Popular, 3; i independents, 15. Seixanta escons es reservaven pel sud a cobrir quan fos possible, una vegada acabada la revolta. El primer ministre al-Khalifa va dimitir (9 de juny) i el cap del partit Umma, Muhammad Ahmad Maghoub, fou elegit nou primer ministre (dia 10). Ismail al-Azhari del Partit Nacional Unionista fou elegit president permanent del Consell de sobirania o Consell Suprem. El novembre a causa d'un incident en que un estudiant comunista va ofendre a l'islam, el comunisme fou declarat fora de la llei (de manera anticonstitucional). La guerra al sud va seguir; el nord va oferir una autonomia molt limitada mentre els sudistes exigien el dret d'autodeterminació i les converses es van trencar. El 1966 Maghoub va renovar l'oferiment d'una autonomia sense contingut al sud, però Joseph Oduho, cap del Front d'Alliberament d'Azània va refusar qualsevol altra cosa que la independència. El 25 de juliol de 1966 el govern va patir una inesperada derrota parlamentaria (126 contra 30 i 15 abstencions), causada per la divisió de l'Umma entre els seguidors d'al-Hadi al-Mahdi, conservador, i el seu nebot Saddik al-Mahdi, de 30 anys, educat a Oxford i reformista; Maghoub va haver de dimitir. Saddik al-Mahdi fou nomenat primer ministre (27 de juliol) i Maghoub va passar a dirigir a l'oposició, El nou govern es va formar el 4 d'agost amb dos ministres sudistes.
El març de 1967 es van celebrar eleccions al sud, tot i estar encara en rebel·lió, per elegir 34 diputats, dels quals 15 foren per l'Umma i 10 per la Unió Nacional Africana del Sudan, un partit sudista. El 15 de maig de 1967 Saddik al-Mahdi fou derrotat al parlament per 112 vots contra 86, i va haver de dimitir. Muhammad Ahmad Mahgoub, de la facció rival de l'Umma, va retornar al govern que va formar amb les faccions conservadores del partit i del Partit Nacional Unionista, el Partit Democràtic Popular i altres menors. A final del 1967 el PNU i el PDP es va reunificar formant el Partit Democràtic Unionista adoptant una ideologia panàrab i socialitzant, elegint president del partit al que ho era del consell suprem Ismail al-Azhari. L'Assemblea Constituent va treballar tot l'any en una nova constitució; es va optar pel sistema presidencialista i per l'islam com a guia (amb fota oposició dels partits laics) però el problema del sud va quedar sense resoldre i el govern de Maghoub havia optat per una política més dura. Durant la Guerra dels Sis Dies, Sudan va declarar la guerra a Israel i va enviar tropes a Egipte que van quedar estacionades a la zona del canal de Suez (però no van arribar a entrar en combat); Sudan va trencar relacions amb els Estats Units i Gran Bretanya, va retirar els seus comptes bancaris al Regne Unit (van passar a Suïssa) i va fer tornar als oficials que estudiaven als Estats Units. Això va comportar la signatura d'acords de cooperació amb la Unió Soviètica i altres països socialistes.
El febrer de 1968 es va dissoldre el Parlament a petició de Maghoub (i amb l'oposició de Saddik al-Mahdi) i l'abril de 1968 es van celebrar eleccions generals, en les que el Partit Democràtic Unionista va emergir victoriós amb 101 escons d'un total de 218. Els conservadors de l'Umma en van aconseguir 33 i els progressistes 36; els partits sudistes 25 (15 de la Unió Nacional Africana del Sudan i 10 del Front del Sud). Maghoub va restar com a primer ministre formant un govern de coalició dels conservadors de l'Umma amb el PDP i els sudistes del Front del Sud. Els independents van aconseguir 26 escons, molts d'ells comunistes. El maig l'assemblea va reelegir a al-Azhari com a president del Consell Suprem. En aquest any la Unió Soviètica va començar a aportar material militar a les forces armades sudaneses (d'acord amb el tractat entre Sudan i l'URSS de gener del 1968).

## Segona dictadura militar
El problema crònic del sud i el control del govern per la dreta van provocar un cop d'estat de 8 joves oficials el 25 de maig de 1969; el líder dels colpistes era Gaafar al-Nimeiry que es va posar al front d'un Consell Revolucionari i va formar un govern de 21 membres quasi tots civils. El càrrec de primer ministre fou concedit a l'exjutge del tribunal suprem Abubakr Awadallah. La constitució fou suspesa, els partits polítics dissolts i el parlament prorrogat; el cap religiós Abd al-Rahman de la secta Khatamiyya i els caps polítics com el primer ministre Maghoub i el president al-Azhari foren empresonats i jutjats (al-Azhari va morir d'un atac de cor el 26 d'agost). El país fou rebatejat República Democràtica del Sudan. En el nou govern hi havia comunistes, socialistes i nasseristes d'esquerra i tenia com a objectiu dirigir el país cap al socialisme. Nimeiry va prometre autonomia a les províncies del sud i ampliar l'amnistia concedida el 1968 a més d'un pla intensiu de desenvolupament social, econòmic i cultural; es va crear un ministeri pels afers del sud. El 28 d'octubre el primer ministre es va enfrontar als ministres comunistes i va perdre el càrrec passant a Justícia i Afers Exteriors i el mateix Nimeiry va agafar les funcions de primer ministre amb un gabinet amb 8 militars i 18 civils. El nou règim es va acostar a Egipte i als països socialistes i el novembre de 1969 es va establir una estreta cooperació entre Sudan, Egipte i Líbia (que mai es va completar tot i que fou ratificada en una cimera a Trípoli de Líbia el desembre). El novembre també es va signar un tractat amb la Unió Soviètica (que concediria un important préstec).
El març de 1970 es van produir les primeres manifestacions contra el govern a l'illa d'Aba i altres poblacions de la zona, organitzades pels ansars; les forces del govern foren atacades per milicians ansars armats que es van estendre a Omdurman i a la província de Kordofan. Els tancs i l'aviació del govern va sufocar l'agitació i el líder al-Hadi al-Mahdi va resultar mort quan fugia cap a Etiòpia mentre el seu nebot Saddik al-Mahdi fou arrestat i deportat a Egipte. El moviment rebel va comptar amb la cooperació de l'altra moviment religiós, la Khatamiyya. El maig es va anunciar l'establiment d'un pla quinquennal. El 25 de maig, aniversari del cop d'estat, el govern va anunciar la nacionalització de la banca i van seguir algunes companyies britàniques; després es van nacionalitzar companyies d'assegurances, diaris, societats d'exportació i societats d'importació.
Els comunistes s'oposaven a la unió a Egipte i Líbia en una Federació Arab, i al-Nimeiry els va anar apartant del govern durant el 1970 agafant els seus ministeris (Afers exteriors el juliol, i Economia i Planificació el novembre), però la mort de Gamal Abdel Nasser el setembre de 1970 va deixar tocat el projecte que no obstant el novembre fou ratificat en una cimera pels presidents Nimeiry, Gadaffi i Sadat, que s'iniciaria amb una coordinació en la defensa, l'economia i la política exterior, projecta al que Síria va mostrar la seva voluntat d'adhesió el 27 de novembre. El problema del sud no es resolia; el ministre Joseph Garang, comunista, va prometre grans inversions que es van portar a terme durant el 1970, i va augmentar l'autonomia regional. El govern provisional del Nil, que tenia seu a Kampala, es va dissoldre el juliol i la revolta va quedar dirigit per les Forces Armades Nacionals Anyanya que pretenia la unió dels rebels contra el govern; a l'octubre i novembre el govern va fer una ofensiva però al final d'any la lluita seguia després de 15 anys.
Les tensions dins del Consell Revolucionari Sudanès entre Nimeiry i els seus fidels d'un costat, i els sector comunistes, van portar a la detenció del secretari general del Partit Comunista Sudanès Abdul Jalik Mahjub i la sortida de tres comunistes del consell, al començament del 1971. El juliol del 1971 Mahjub es va escapar de la presó i el 19 de juliol els comunistes a l'exèrcit i milícies van donar un cop d'estat i va fer presoner a tot el Consell Revolucionari i oficials fidels a Nimeiry. Durant tres dies Sudan fou un estat comunista dirigit pel Partit Comunista Sudanès. L'avió que portava des de Londres als líders comunistes que havien d'assolir el poder al país fou obligat a aterrar a Trípoli. Forces líbies i egípcies van intervenir al cap de tres dies i van alliberar a Nimeiry i a la resta del Consell el dia 22 de juliol i van detenir als oficials comunistes que foren portats davant un tribunal militar; dotze oficials i 3 civils foren condemnats a mort però la repressió fou general i milers de comunistes foren massacrats en tot el país o van haver de fugir; l'administració i les forces armades foren purgades de comunistes. La Unió Socialista Sudanesa, del president Nimeiry, fou declarada partit únic. Les relacions amb la Unió Soviètica (que havia donat el vistiplau al cop comunista) es van trencar. L'octubre es van fer eleccions presidencials amb Numeiry com a candidat únic, que lògicament fou reelegit per un percentatge proper al 100%. El consell revolucionari fou llavors dissolt i es va formar un govern amb la tasca primordial de solucionar el problema del sud. També es va crear una assemblea popular que redactaria una nova constitució.
El 26 de febrer de 1972 se signava finalment a Addis Abeba la pau amb els rebels del sud. Va signar pel govern el ministre d'Exteriors Mansur Khaled i pels rebel Joseph Lagu, president del Moviment d'Alliberament del Sudan del Sud. Es constituïa un govern regional amb les tres províncies del sud amb president, consell de ministres i l'encàrrec de preparar una assemblea regional amb poder legislatiu. A partir de l'11 de maig els països veïns van obrir les fronteres per facilitar el retorn de refugiats.
El 4 d'octubre de 1972 es van fer eleccions a tot el Sudan per una Assemblea Popular de 207 membres que havia de preparar la nova constitució; el 9 d'octubre Nimeiry va nomenar un nou govern en el que va conservar el càrrec de primer ministre i ministre de Defensa. L'1 de març de 1973 uns guerrillers palestins de "Setembre Negre" van segrestar a cinc diplomàtics en una recepció a l'ambaixada saudita i van exigir l'alliberament de presoners palestins; en ser denegada la petició tres ostatges foren assassinats (l'ambaixador entrant americà Cleo A. Noel, un diplomàtic belga de nom Guy Eid i l'ambaixador americà sortint George C. Moore); finalment al cap de 60 hores, es van entregar. El maig de 1973 es va promulgar la constitució que incorporava els acords d'Addis Abeba sobre un territori autònom al sud i establia el règim de partit únic, la Unió Socialista Sudanesa. Després de l'aprovació de la constitució es va formar nou govern en el qual Nimeiry va seguir com a primer ministre. El president de la regió autònoma fou Abel Alier, que al mateix temps fou nomenat vicepresident de tot el Sudan. Set dels 21 membres del Buró Polític del partit únic eren del sud. Les guerrilles Anya-Anya I de Joseph Lagu van ser incorporades a l'exèrcit regular incloent els seus oficials. El juny es va promulgar una llei que prohibia tota activitat política fora del partit únic, el que va provocar agitació per part del Partit Comunista Sudanès i de les confraries religioses; es va declarar l'estat d'emergència (5 de setembre) i es va procedir a detencions massives; la universitat fou tancada fins al novembre. L'octubre tropes sudaneses van participar en la Guerra del Yom Kippur a la zona del canal de Suez.
El 1974 l'antic cap rebel Joseph Lagu fou nomenat general de l'Exèrcit Sudanès. El març es va anunciar l'alliberament dels presoners polítics incloent els comunistes implicats en el cop d'estat de 1971. Dos dirigents comunistes van retornar llavors al país però foren arrestats per orde del govern només arribar. Les dificultats econòmiques causades en part per la crisi mundial i l'augment dels preus, i les dificultats del transport per ser inadequat el sistema ferroviari existent, van provocar alguns aldarulls protagonitzats per estudiants. Les relacions amb Líbia es van deteriorar i Nimeiry va acusar Gaddafi de fomentar les manifestacions d'estudiants. En aquest any 1974 Kuwait va finançar un oleoducte per portar petroli des de la costa a Khartum i va concedir un crèdit al Sudan equivalent al valor del cotó emmagatzemat que no es podia exportar; un altre crèdit fou concedit per l'Aràbia Saudita per finançar una refineria de petroli a Port Sudan. El març es va obrir un pont sobre el Nil a Juba que permetia les comunicacions amb Uganda i d'acord amb agències internacionals es va revitalitzar l'agricultura del sud. Els terroristes de Setembre Negre foren jutjats i condemnats a mort per un tribunal militar però la sentència fou commutada pel president Nimeiry a set anys de presó i foren enviats a Egipte. El novembre els presidents del Sudan i de Líbia es van reunir i van normalitzar relacions.
El gener de 1975 el ministre de Finances Ibrahim Mansur fou destituït per un afer de llicències comercials irregulars i la seva caiguda va arrossegar a tres altres ministres implicats. El maig es va avortar un intent de cop d'estat del que Nimeiry va acusar oficials comunistes segurament per poder depurar l'exèrcit dels oficials que no li eren prou fidels; el setembre es va produir un intent de cop d'estat que fou dominat al cap de poc per forces lleials. La constitució fou esmenada i es van atorgar al president poders especials i amplies facultats a la policia. La poca inversió en el sud va provocar durant l'any diverses manifestacions de protesta. Nimeiry va donar suport a la pau separada d'Egipte amb Israel.
El juliol del 1976 Saddik al-Mahdi i l'antic ministre de Finances Hussein al-Hindi (els dos exiliats), amb alguns militars favorables i la confraria dels Ansariyya, i amb suport de Muammar al-Gaddafi, van intentar un cop d'estat aprofitant l'absència del president de visita als Estats Units i França. Els colpistes es van apoderar de Radio Omdurman. L'avió del president tornava llavors al país i estava previst que l'aparell seria abatut, però va arribar abans d'hora i les comunicacions de la radio van fallar, podent aterrar Nimeiry sa i estalvi; al no aconseguir arrossegar a la població el cop va fracassar; els militars van romandre lleials i després de tot un dia de lluita amb centenars de morts, el complot va quedar liquidat i els suposats líders detinguts, sent executats el mes d'agost. El president va decidir cedir part del poder, nomenant com a primer ministre el civil Rashid Bakr, i deixant també la cartera de defensa i la secretaria general de la Unió Socialista Sudanesa que van passar a Abul Qassim Muhammad Ibrahim. Sudan va firmar un tractat de mútua defensa amb Egipte destinant a enfrontar els plans de Líbia. Les relacions diplomàtiques amb aquest país es van trencar el juliol.
El 2 de febrer de 1977 un intent de revolta (el tercer en els darrers cinc anys) al sud del país fou aturat per la intervenció militar del nord. Líbia fou acusada d'instigar la revolta i el maig els consellers militars soviètics de l'ambaixada a Khartum foren expulsats el que suposava de fet un trencament de relacions diplomàtiques. Nimeiry va augmentar el suport que el seu règim donava a la guerrilla d'Eritrea (aleshores província etíop) i Kassala va esdevenir la seva base de rereguarda. L'abril de 1978 representants del govern i de l'oposició agrupada (excepte els comunistes) en l'anomenat Front Nacional (presidit per Saddik al-Mahdi), es van reunir a Londres i van acordar que el règim garantiria les llibertats civils bàsiques i aixecaria les mesures d'excepció i a canvi el Front es dissoldria i els campaments d'entrenament dels opositors armats serien desmantellats. Els colpistes del juliol de 1976 foren jutjats al cap d'un any, el 6 de juliol de 1977; 40 persones foren portades a judici sent sis d'elles condemnades a mort i altres quatre a 14 anys de presó; el 19 de juliol Nimeiry va anunciar un projecte de reconciliació nacional i l'alliberament de centenars de presos polítics; cinc-cents foren alliberats el 21 de juliol i 400 el 26 del mateix mes. El 15 d'agost el primer ministre i tercer vicepresident Ekhaib Bakr al-Rashid, va abandonar el càrrec per motius de salut i va ser substituït pel mateix Nimeiry però amb el comandant Abul Qassim Muhammad Ibrahim que era secretari general de la Unió Socialista Sudanesa i vicepresident primer del país (des de 1976 en que Alier va passar a ser segon vicepresident) com a viceprimer ministre. El setembre Saddik al-Mahdi tornava al país i el mateix van fer altres personalitat exiliades. El 15 de desembre es va signar un tractat d'amistat amb el nou règim d'Etiòpia, que no va tenir conseqüències pels guerrillers eritreus; el 3 de febrer de 1978 les comunicacions aèries entre Khartum i Addis Abeba que havien quedat tallades feia un any, es van reprendre.
La situació econòmica s'havia deteriorat i provocava gran malestar i al començament de 1979 es van produir tres intents menors d'enderrocar el règim; només un d'ells va tenir transcendència, ja que en fou acusat el vicepresident del consell executiu de la regió sud, Samuel Aru Boi, i foren detinguts unes dotzenes de suposats implicats. L'agost el govern va decretar un augment del sucre, la gasolina i altres productes de primera necessitat en un 66%. Les manifestacions populars de rebuig foren massives i es va produir una vaga de ferrocarrils que va afectar 250.000 persones. Nimeiry es va veure forçat a revocar la mesura deixant-la en increments molt menors, i va concedir augments de sous als funcionaris. Abul Qassim Muhammad Ibrahim va pagar els plats trencats i va perdre el càrrec de vicepresident, viceprimer ministre i secretari general de la Unió Socialista Sudanesa; aquest darrer càrrec el va agafar el mateix Nimeiry (que ja era primer ministre titular) mentre la vicepresidència fou pel ministre de Defensa Abdul Majid Hamid Jalil. Un projecte d'unió amb Egipte, amb el que les relacions cada dia eren més properes, va trobar l'oposició dels sudistes i de Síria. Amb Iraq es van trencar relacions diplomàtiques però per unes suposades ingerències; en canvi es van refer les relacions amb Líbia. La invasió d'Uganda per Tanzània va provocar una arribada de refugiats al Sudan que es van afegir als que venien d'Eritrea; Nimeiry va aconseguir un acord de cooperació entre el Front d'Alliberament d'Eritrea i el Front Popular d'Alliberament d'Eritrea; els etíops van creuar algunes vegades la frontera per perseguir als guerrillers eritreus.
El 1980 el Front Nacional del Sudan va considerar que no s'havien complert les promeses de 1977 i els acords de Londres de 1978 i els líders opositors es van tornar a exiliar i l'entrenament militar dels seus milicians es va activar. Nimeiry va tirar endavant el projecte de descentralització i en un intent encobert de desactivar la regió del sud va crear cinc noves regions autònomes (Nord, Kassala, Nil Blau, Kordofan i Darfur). La regió sud havia tingut com a president Abel Alier del Front del Sud, però en les eleccions de 1978 va triomfar Joseph Lagu de la Unió Nacional Africana del Sudan, que fou designat president de la regió; però en previsió de les eleccions de l'abril de 1980 l'Assemblea Nacional Popular i el Consell Executiu de la Regió Sud foren dissolts. Peter Gatkuoth va exercir la posició de president regional fins a les eleccions de l'abril del 1980. El maig d'aquest any el primer president Abel Alier, que romania vicepresident (segon) de tot l'estat, fou designat novament com a president regional. Durant l'any l'emirat d'Abu Dhabi va aportar 135 milions de dòlars per la construcció d'un aeroport internacional a Khartum. Va fer de mediador en els conflictes civils al Txad i a Etiòpia i el govern comunista etíop va aconseguir que les forces eritrees rebels s'haguessin de retirar de la frontera cap a l'interior del Sudan; el Front Popular d'Alliberament d'Eritrea va criticar la mesura i va desplaçar la seva gent cap a l'interior, però no del Sudan sinó d'Eritrea. L'afer dels refugiats fou objecte d'una conferència internacional celebrada a Juba però l'obertura de les fronteres entre Uganda i Kenya i entre Uganda i Sudan va millorar la situació facilitant el retorn de milers de desplaçats.
El 1981 el deute extern del país el posava a la vora de la fallida amb més 5.000 milions pendents; les condicions de pagament negociades amb el Fons Monetari Internacional van implicar puges de preus generals el que va portar a grans manifestacions a finals del 1981 i començaments del 1982. Durant el 1981 el govern sudanès va donar suport al cap rebel txadià Hissène Habré; això va suposar la reacció líbia, que donava suport als seus rivals. L'octubre Gaddafi va donar suport a la creació d'un Exèrcit d'Alliberament del Sudan. El 5 d'octubre de 1981 el president Nimeyri va dissoldre l'Assemblea Nacional Popular i l'Assemblea Popular de la Regió del Sud només 18 mesos després de les darreres eleccions; el motiu al·legat era que s'havien d'establir cinc noves regions i que el nombre de membres de l'Assemblea s'havia de reduir de 366 a 151. El novembre es va reajustar el govern per portar a terme un programa econòmic d'ajust dur, però en arribar el 1982 el govern es va haver de tornar a reajustar per discrepàncies internes. A les eleccions generals la Unió Socialista Sudanesa va ocupar com era d'esperar tots els escons, però a les eleccions de la regió sud la tendència que afavoria la divisió en tres regions es va imposar sobre la qual volia mantenir una sola regió que fins aleshores representava el president sortint Abel Alier. Gismalla Abdalla Rassas del Moviment d'Alliberament del Sud del Sudan, regionalista, va exercir com a president fins al 23 de juny de 1982 quan fou designat president Joseph James Tombura, de la Unió Nacional Africana del Sudan, que acceptava la divisió. Nimeyri, amenaçat per Líbia, es va acostar a Anwar al-Sadat, el president egipci, i aquest va visitar Khartum mentre Nimeyri va visitar el Caire durant el 1981, i l'octubre Nimeyri fou un dels caps d'estat que va estar present als funerals de Sadat.
Al començament de 1982 es va fundar a Trípoli de Líbia el Front Popular Socialista Sudanès (Al-Jabhah ash-Shabiyab al-Ishtirakiyah asn Sudaniyah, SSPF), dirigit per Maghoub Elfil. Camps d'entreament de l'organització van funcionar a Líbia. El 12 d'octubre de 1982 Sudan i Egipte (ara dirigir per Hosni Mubarak) van signar un acord d'unió a portar a terme en deu anys. Un contingent sudanès fou enviat a l'Iraq per lluitar contra els iranians.
L'abril del 1983 Nimeyri fou reelegit com a president per un tercer període de 6 anys, sense que es pogués presentar cap candidat contrari. Una vegada reelegit va proclamar la imposició de la xaria a partir del setembre; es va concedir una amnistia que va beneficiar a 13.000 presoners, però al mateix temps es van fer operacions contra la venda de begudes alcohòliques. la resistència al sud es va generalitzar. El coronel John Garang un antic capità de l'Anya Anya que havia estat integrat a l'exèrcit regular el 1972 i havia fet diversos cursos, fou enviat a Bor per fer de mediador en un motí de soldats originaris del sud que no volien ser desplaçats al nord; però Garang i altres oficials ja estaven de fet d'acord amb els amotinats; les forces del govern van atacar Bor (maig) i Garang i els soldats sudistes que se li van unir es van retirar cap a Etiòpia on va reorganitzar el juliol un exèrcit de tres mil soldats sota el nom d'Exèrcit Popular d'Alliberament del Sudan, braç armat del Moviment Popular d'Alliberament del Sudan (coneguts en anglès per les sigles SPLA/M, en català EPAS/MPAS) que va declarar l'oposició a la llei islàmica i va cridar a les guarnicions sudistes a amotinar-se. Això va iniciar la guerra civil que culminaria el 2011 amb la independència del Sudan del Sud. El juny de 1983 el govern regional del sud quedava suprimit i sorgien tres governs separats (Nil Blau, Equatoria i Bahr al-Ghazal).
El 1984 l'activitat guerrillera al sud del país posava en dificultats al govern. El 14 de març de 1984 el govern va acusar Líbia d'un atac aeri sobre Omdurman mentre Líbia atribuïa la responsabilitat a dissidents dins la Força Aèria Sudanesa. El 28 de juliol de 1984 Jaba Buram Said i nou persones més suposats membres del Front Popular Socialista Sudanès-Comandament general, foren arrestades a Khartum acusades de voler assassinar Nimeyri i d'activitats terroristes i el govern del Sudan va acusar Etiòpia i Líbia. Posteriorment el moviment, dirigit ara per Mohammed Kafi Gibriel, va tenir ja poca activitat.
El descontentament va augmentar el 1985 mentre la guerra al sud es feia general. El deute havia pujat a 9.000 milions i el Fons Monetari Internacional va exigir noves pujades de preus que es van anunciar el març de 1985 mentre Nimeyri era als Estats Units. Hi va haver manifestacions i es va declarar una vaga general (inicis de l'abril). Les forces de l'oposició van formar l'anomenada Aliança Nacional i van pactar amb les Forces Armades un cop d'estat pel 6 d'abril; Numeyri podria refugiar-se a Egipte i el general Abd ar-Rahman Siwar al-Dahad dirigiria un Consell Militar Transitori (CMT) amb un gabinet de 7 militars i 7 civil, que convocaria eleccions pel 1986. El guió previst es va complir i Nimeyri fou enderrocat. Uns dies després declarava el seu suport al nou govern.

## Tercer període democràtic
Les Forces Armades van mantenir el seu compromís. En un dels temes més conflictius, el sud, es va restablir la presidència regional sent nomenat president James Loro Sirisio de la Unió Socialista Sudanesa. Després de dotze mesos de transició, l'abril de 1986 es van celebrar eleccions generals (ajornades a 37 de les 68 circumscripcions del sud a causa de la guerra i al fet que els sudistes no acceptaven participar sense la derogació de la llei islàmica). Van participar seixanta partits però tres foren els principals: Umma, de Saddiq al-Mahdi i la secta Ansar; Partit Unionista Democràtic d'Ahmad Ali al-Mirghani i la secta Khatamiyya, i el Front Nacional Islàmic dirigit per Hasan Abdalla al-Turabi. El CMT fou substituït per un consell suprem de 5 membres presidit per Ahmad Ali al-Mirghani, i la presidència de la regió sud fou abolida altre cop. El 15 de maig Saddiq al-Mahdi formava un govern de coalició dels dos principals partits. El 21 d'agost de 1986 al-Mahdi va anunciar que la llei islàmica seria derogada en deu dies però per les fortes pressions de tots els costats no ho va poder fer. El SPLA (EPAS) controlava tot el territori del sud excepte les guarnicions del govern que estaven virtualment assetjades i on s'havien acollit milers de refugiats. El juliol l'EPAS va abatre un avió comercial i 60 passatgers van morir. Les relacions del Sudan amb Líbia es van normalitzar durant la segona meitat del 1986 i es van fer acords amb Etiòpia, i les estretes relacions amb Egipte i els Estats Units es van refredar.
El 1987 el Front Nacional Islàmic es va seguir oposant a la derogació de la xaria i el cap sudista John Garang es negava a aturar el conflicte mentre no es procedís a aquesta derogació. Saddiq al-Mahdi, el primer ministre, només podia negociar alguns aspectes menors. Així el gener de 1987 es va crear un Consell pel Sud la presidència del qual fou per a Matthew Abor Ayang que va exercir les funcions un any. L'exèrcit sudanès i les tribus àrabs del sud van començar a formar milícies que van iniciar ràtzies contra poblacions petites on només hi havia civils i el març un miler de gent d'ètnia dinka va foren massacrats per àrabs rezigat. A cause dels conflictes entre els partits del govern, el maig el president Mirghani el va dissoldre i el primer ministre al-Mahdi va haver de negociar un nou govern en que l'Umma va perdre pes en benefici del Partit Unionista Democràtic. A l'agost centenars de pobladors sudistes foren assassinats a Wau, capital de Bahr al-Ghazal. Milers de persones van fugir cap a Etiòpia establint-se a la població fronterera de Gambela on a finals d'any hi havia dos-cents mil refugiats sud-sudanesos. El novembre de 1987 el EPAS va ocupar Kurmuk per demostrar que podia atacar qualsevol ciutat important e les províncies del sud; el govern la va poder recuperar al cap d'unes setmanes.
El 1988 el govern no havia aconseguit estabilitat i es van produir algunes crisis. El gener Angelo Beda va ocupar la presidència del consell del Sud. El 14 de maig de 1988 al-Mahdi va poder formar un nou govern en el que va entrar el Front Nacional Islàmic d'Hasan al-Turabi (aquest fou ministre de Justicia) i alguns partits sudistes. L'agost es va produir la crescuda més catastròfica del Nil el 40 anys, deixant a dos milions de persones sense casa. El setembre de 1983 al-Turabi presentava el projecte de llei pel qual s'enduria considerablement la llei islàmica i que s'aplicaria a tota la població fos o no musulmana encara que l'aplicació seria més estricta al nord (on hi havia tres milions de residents de diversos lloc que no eren musulmans). El Partit Unionista Democràtic va mantenir negociacions a Addis Abeba amb partits del sud, especialment amb el MPAS/SPLM i el 14 de novembre de 1988 van arribar a un acord pel qual els dos grups treballarien per establir una constitució d'un Sudan federal i per l'abolició de la xaria. Aquest acord fou mal acollir pels islamistes que van treure a la seva gent al carrer en manifestacions i el desembre el Partit Unionista Democràtic abandonava el govern.
A començament de 1989 el EPAS va ocupar diverses zones incloent la ciutat de Torit. Les agències d'ajuda humanitària pactaven amb el moviment (MPAS) la distribució el que li donava un reconeixement internacional. El 20 de febrer la cúpùla militar va presentar un memorandum al govern exigint la formació d'un govern de salvació nacional, el distanciament de Líbia i una major participació del grup de Turabi al govern. Al-Mahdi va intentar demorar la resposta; el 8 de març viatjava a Líbia a parlar amb Gaddafi; no obstant va acabar acceptant i el 25 de març va formar un govern en el qual participava l'Umma, el Partit Unionista Democràtic (al que s'acceptaven la major part de les propostes pactades el 1988 a Addis Abeba), i personalitat sudistes, comunistes i professionals partidaris de la modernització. Però el Front Nacional Islàmic va refusar la seva participàció al rebutjar els acord d'Addis Abeba i va amenaçar amb actuacions extraparlamentaries si es negociava amb el MPAS la derogació de la llei islàmica. Poc després al-Mahdi i Garang van pactar un alto el foc (primers de maig); els soldats el govern al sud foren aquarterats; però no es van iniciar verdaderes converses de pau degut a les pressions dels islamistes i a la poca inclinació d'al-Mahdi a derogar la xaria. Mentre l'economia s'havia enfonsat i el 80% de les indústries estaven aturades, el comerç estava dominat pel contraban i la inflació era del 10%. Garang va visitar Estats Units i Gran Bretanya on va exposar que no caldria una independència pel sud i n'hi hauria prou amb una autonomia amplia i la derogació de la xaria. El 18 de juny el govern va fer detenir a un centar de persones, entre els quals 18 oficials de l'exèrcit, acusats tots de preparar un cop d'estat. La reacció fou inmmediata i els colpistes no arrestats van donar un cop d'estat el 30 de juny de 1989. El cop tenia el suport dels autors del memorandum del febrer, dels Estats Units, Egipte i el Regne Unit. Va dirigir el cop el general Omar Hassan Ahmad al-Bashir, que va anunciar que l'alto el foc es mantindria, que es negociaria seguint els preacords d'Addis Abeba, i que la lluita principal del govern seria contra l'especulació i el mercat negre (pena de mort pels acaparadors d'aliments). Donada la mala situació economica del país, la població en general va acollir bé el cop. Al-Bashir va assolir la presidencia, i el càrrec de primer ministre fou abolit; també es va abolir la presidència del Consell del Sud.

## Tercera dictadura militar
Amb Omar al-Bashir com a President del Sudan, foren prohibits els partits polítics, excepte els Germans Musulmans del Sudan que llavors operaven com a Front Nacional Islàmic (FNI), que tot i estar formalment prohibit, de fet exercia el govern, ja que al-Bashir n'era simpatitzant, i els seus membres ocupaven diversos càrrecs al govern. El poder a l'ombra el tenia Hasan al-Turabi, el cap del FNI.
La nova dictadura no va resoldre els problemes. Després d'algunes converses amb el moviment sudista a Addis Abeba, es va veure que els militars no estaven disposats a retirar la imposició de la xaria al sud; la manca de cap programa econòmic no va fer més que agreujar la situació. El mes de setembre Bashir va convocar a Khartum una Conferència Nacional de Diàleg però no va retirar l'estat d'emergència declarat arran del cop d'estat, i Moviment Popular d'Alliberament del Sudan no va voler enviar delegats en aquestes condicions, ja que temia per la seva seguretat; davant del carreró sense sortida es va instal·lar entre els militars la idea que potser caldria acceptar la separació del sud. El desembre de 1989 es van fer a Nairobi noves rondes de converses amb els sudistes, amb la medicació de l'expresident americà Jimmy Carter, però no va arribar a cap resultat. Els partits opositors van formar l'Aliança Nacional Democràtica a la que es van unir els principals partits (Umma, Partit Unionista Nacional, Partit Comunista, Congrés dels Beja, el sindicat nacional (Consell General de Federacions de Sindicats), l'Exèrcit/Moviment Popular d'Alliberament del Sudan i alguns partits menors i independents.
El Moviment Popular d'Alliberament del Sudan va respondre amb una ofensiva militar sobre el terreny (1990) que va tenir per teatre principalment a Equatoria on diverses ciutats en mans de les forces del govern van caure en poder de la guerrilla. A finals de gener els combats es produïen prop de Juba, principal plaça forta de l'exèrcit nordista. Però van passar els mesos i la situació va romandre estable amb la guerrilla amb el control de les zones rurals i controlant les rutes i el transport, i les forces de l'exèrcit fortificades a les ciutats.
Al llarg de 1990 el règim va donar mostres clares de decantar-se cap a l'islamisme; el partit Front Nacional Islàmic de Hasan al-Turabi esdevenia el poder a la sombra que guiava als militars. Amnistia Internacional va denunciar que el règim havia esdevingut un estat policial fonamentalista. El març i abril es van anunciar intents de cops d'estat que en realitat foren purgues d'al-Bashir per desfer-se dels militars que considerava més oposats, entre els quals Jalid al-Zaid, ex comandant de les Forces Aèries. El setembre es va produir un tercer intent, reivindicat des de Londres pels militars exiliats oposats a Bashir i a la línia fonamentalista. Bashir i Gaddafi de Líbia es van entrevistar i van pactar una integració dels dos països que no va tenir continuïtat efectiva. Sudan va donar suport a la invasió de Kuwait per l'Iraq i això li va fer perdre els ajust de les monarquies del Golf i Aràbia Saudita. La situació econòmica era dramàtica i el govern no va poder negociar el seu deute extern de 12.000 milions de dòlars el que el va privar de nous crèdits del Fons Monetari Internacional; l'ajut internacional no era distribuïda amb eficàcia ni al sud ni als camps de refugiats instal·lats a la rodalia de Khartum i la corrupció feia que una bona part es perdés. Per temor a revoltes dels refugiats el govern va ordenar desplaçar els campaments fora de la capital i a l'octubre el campament de Hilat Chuk fou arrasat. El novembre hi va haver un quart intent fracassat de cop d'estat durant una sèrie de vagues per la carestia de la vida i nombroses detencions d'opositors que es van estendre fins i tot a exministres de l'Umma en els darrers gabinets democràtics.
La situació econòmica va continuar agreujant-se el 1991 i la derrota de l'Iraq enfront als Estats Units i els seus aliats suposaven un obstacle pel govern sudanès que va intentar compensar amb l'acostament a Líbia i a l'Iran. El febrer de 1991 el president va proposar convertir el país en una federació de 9 estats en el que cada assemblea legislativa estatal tindria poder per decidir sobre la imposició de la xaria, però els sudistes (que demanaven un únic estat pel sud) s'hi van oposar perquè això suposaria aplicar la xaria al nord on residien milions de sudistes. El març de 1991 el govern va instaurar un nou codi penal per tot el país basat en la xaria. L'abril foren alliberats diversos presoners polítics en els quals Saddiq al-Mahdi, i el president va proposar una Conferència Nacional sobre el Futur que no va tenir gaire acollida, ja que la proposta del govern no era restablir la democràcia sinó instaurar "congressos populars" a l'estil de Líbia. La caiguda de Menguistu Haile Mariam a Etiòpia, l'estiu de 1991, va suposar dificultats pel Moviment Popular d'Alliberament del Sudan i l'Exèrcit Popular d'Alliberament del Sudan que es va veure privat de les seves bases segures al país i va aprofitar l'exèrcit per una ofensiva limitada. El sudistes estaven patint també dificultats internes quan el moviment es va escindir l'agost de 1991 en dues branques, la de Garang a Torit (Equatoria oriental prop de la frontera amb Uganda), que acceptava el manteniment d'un Sudan unit però democràtic i sense xaria, que tenia la seva base a Torit, i el sector de Riek Machar, Gordon Kong i Lam Akol (els dos primers nuers i el tercer xilluq), més netament independentista, amb base a Nasir (a l'Alt Nil), a l'est prop de la frontera amb Etiòpia, i que reflectia una divisió entre les dues ètnies principals, els dinka i els nuer. Però tot i les dificultats, les forces sudistes van resistir els atacs i el desembre de 1991 tornaven a posar setge a Juba.
El febrer de 1992 al-Bashir va nomenar una Assemblea Nacional Transitòria amb 300 diputats i presidida pel coronel Muhammad al-Amin Khalifa i al mateix temps es va declarar el final de la subvenció al blat i la gasolina amb puges de preu que augmentaven el descontentament popular. Els rumors de cop d'estat no es van concretar. El març, amb el suport de l'Iran i el nou govern d'Etiòpia, el govern va iniciar una nova ofensiva militar al sud i es va iniciar una nova campanya d'islamització dels nubis de Kordofan que feia uns anys que eren l'objectiu dels polítics nordistes. La situació però no tenia sortida militar i el maig es van fer noves converses de pau a Abuja, la capital de Nigèria en que el govern va acceptar el multilingüisme i les diferents religions, però sense poder arribar a cap acord.
El febrer de 1993 hi va estar breument el papa Joan Pau II. L'abril de 1993 les converses es van reprendre a Abuja i a Nairobi fins al juny, però sense arribar tampoc a cap acord, mentre les forces sudistes implantaven una administració a les seves zones. A l'agost la crisi econòmica havia arribat a un punt de no retorn i les despeses militars que comportava la guerra del sud feien l'estat inviable; Sudan fou expulsat del Fons Monetari Internacional al no poder fer els pagaments del deute extern, i va haver de recórrer a l'ajut de Líbia i l'Iran. A la meitat d'octubre de 1993 al-Bashir va declarar dissolt el Consell de Comandament Revolucionari instaurat arran del cop d'estat el 1989, i va assolir la presidència del país amb poders executius, al front d'un govern bàsicament de civils; tot i així només comptava amb el suport del Front Nacional Islàmic, de facto el grup polític dirigent del país.
Els islamistes van agafar el control de les institucions i de les mesquites en algunes de les quals es feien fins aleshores sermons a favor de l'oposició i contra el govern (com el mes de març, en una cerimònia religiosa en què va participar Saddiq al-Mahdi). Estats Units van declarar el país com afavoridor del terrorisme. El desembre l'arquebisbe de Canterbury Goerge Carey va visitar el sud del país però va rebutjar passar per Khartum al·legant el temor a pressions del goverm, cosa que va crear una crisi diplomàtica amb el Regne Unit a la que el govern sudanès va acusar d'instigar a Carey, i l'ambaixador britànic fou expulsat, però després la situació va tenir sortida diplomàtica. El 1993 Garang va anunciar un alto el foc que no fou secundat per Riek Machar ni per un altre grup de dissidents liderats pel comandant William Nyuon Bany que s'havia separat el 1992; el 2 d'octubre de 1993 un marxista convençut, Alfred Lado Gore, va trencar amb Garang i va crear a nairobi el Moviment de Resistència Patriòtica del Sudan del Sud (MRPSS/PRMSS) per negociar amb el govern però el moviment es va dissoldre de fet al fracassar les converses. Kerubino Kuany Bol (l'home que va disparar el primer tret de la guerra) i Faustino Atem Gualdit, dinques de Bahr al-Ghazal, i fundadors del MPAS havien caigut en desgràcia amb Garang i havien estat empresonats però van aconseguir escapar i van formar el EPLS-Bahr al-Ghazal, el qual es va unir a Riek Machar. Kerubino va esdevenir vicepresident i subcomandant en cap i el MPAS-Nasir va agafar el nom de MPAS-Unitat (1993-1994).
El 1994 Lam Akol i Riek es van enfrontar i el febrer Akol fou expulsat i es va dirigir a Kodok a l'alt Nil, en zona que dominava el govern i va dirigir un grup de base xilluq (shilluk). L'agost del 1994 el famós terrorista Ilich Ramírez Sánchez conegut per Carlos, autor de diversos atemptats a la dècada dels setanta, fou segrestat pels serveis secrets francesos a Khartum on residia; es creu que el govern sudanès va facilitar l'operació per netejar la seva imatge internacional. La situació política d'altra banda no va canviar ni tampoc la situació militar al sud. En 1994 el MISS i el MPAS van mantenir contactes i va semblar que acostaven posicions però l'entesa no va quallar. En els següents mesos (1994/1995) les forces de l'EPAS van tenir algunes derrotes i van haver de retirar-se cap a bases segures a Etiòpia i Eritrea.
El 1995 la facció de Riek Machar dins el Moviment Popular d'Alliberament del Sudan (coneguda com a MPAS-Nasir) es va constituir en Moviment d'Independència del Sud del Sudan (MISS, conegut per les seves angleses SSIM) de base nuer, però va rebre suport encobert del govern sudanès; Kerubino i William Nyuon Bany van ser acusats per Riek Machar d'haver pactat amb el govern el 1994 i foren expulsats. El segon va formar les "Forces d'Unitat" (vivia a Etiòpia i no tenia presència efectiva sobre el terreny) i va tractar de reingressar al EPAS (però fou assassinat el 1996 abans d'aconseguir-ho) i el grup liderat per Kerubino Kuany Bol va mantenir l'Exèrcit Popular d'Alliberament del Sudan-Unificat operant a Bahr al-Ghazal. La facció principal de John Garang, coneguda als darrers anys com Exèrcit Popular d'Alliberament del Sudan-Torit, es va mantenir no obstant com la principal força sobre el terreny. El juny el president egipci Hosni Mubarak va patir un atemptat mentre assistia a la cimera de l'Organització de la Unitat Africana a Addis Abeba, i els serveis secrets egipcis van descobrir que fonamentalistes sudaneses havien donat suport a aquest intent, posant en tensió les relacions entre els dos països.
El 1995 el govern de Líbia va expulsar a 50.000 treballadors sudanesos al país però la mesura anava més encaminada a pressionar per l'aixecament de l'embargament internacional a Líbia que contra el govern sudanès, si bé va ser un problema per aquest que no podia reabsorbir aquesta població (hi havia un milió de sudanesos treballant a Líbia). Expulsats els guerrillers cap a Uganda, Etiòpia i Eritrea al primers mesos del 1995 (les forces del govern van recuperar Torit i Nasir entre altres llocs), l'activitat militar la resta del 1995 fou reduïda excepte una breu ofensiva llançada a l'octubre per les forces de Garang en direcció a Juba i les forces del govern es van haver de replegar destruint ponts i carreteres en el seu replegament; es diu que Garang va rebre fort suport dels govern d'Eritrea (ara independent), d'Etiòpia, Uganda i Tanzània, mentre Líbia i Txad donaven suport al govern. L'EPAS va poder recuperar posicions a les zones rurals, preparant l'ofensiva que tindria lloc més endavant (inicis del 1997) però els enfrontaments armats entre l'EPAS de Garang i el MISS van començar a ser habituals.
El gener de 1996 el Consell de Seguretat de l'ONU va aprovar la resolució 1044 que reconeixia la participació sudanesa a l'atemptat contra Mubarak i exigia l'extradició de tres implicats, cosa que fou rebutjada pel govern de Khartum i el Consell de Seguretat va decretar sancions al cap de tres mesos (amb l'abstenció de Rússia i Xina); Estats Units va expulsar a un diplomàtic sudanès a l'ONU (Ahmad Yusuf) que relacionaven amb l'atemptat al World Trade Center de Nova York el 1993.
Es van fer passos per institucionalitzar el règim i el gener de 1996 el president va anunciar eleccions generals pel març si bé els candidats no podrien representar a partits (haurien de presentar-se com independents; de fet tots els partits polítics estaven prohibits) i 125 dels 400 diputats serien seleccionats pel govern dins les "forces modernes" és a dir els que li donaven suport; 40 candidats es van presentar a l'elecció presidencial però tots amb un suport merament local (preparat per dispersar el vot opositor) i cap de relleu, per permetre l'elecció com a president d'al-Bashir. Les eleccions es van fer del 6 al 17 de març amb una suposada participació del 70% (a una dotzena de circumscripcions al sud no es van poder fer) i en les que al-Bashir fou reelegit pel 75,7% dels vots. Hasan al-Turabi fou elegit president de la nova Assemblea Nacional. Llavors al-Bashir va fer un pacte amb Riek Machar i Kerubino Kuany Bol (març de 1996) si bé cap d'ells va entrar al govern format el 21 d'abril de 1996, com s'esperava que passés; en aquest govern va entrar per primer cop una dona, Ihsan al-Ghabchawi com a ministre de Salut. El bloqueig dels circuits comercials per la guerra (que costava a l'estat un milió de dòlars diari) no feia més que empitjorar la situació econòmica (el deute extern superava el 15.000 milions de dòlars) i el govern es va veure obligat a reprendre els pagaments del deute (que havia hagut d'aturar) per rebre assistència financera. El govern va iniciar un acostament a Garang negociant al mateix temps en secret amb les altres faccions; tot contacte amb Garang es va trencar el 10 d'abril de 1996 quan Riek Machar va signar la Carta Política amb el govern sudanès.
El juny de 1996 el milionari saudita Osama bin Landen que vivia a Khartum, activista en favor de les guerrilles fonamentalistes i opositor del rei Fahd de l'Aràbia Saudita, fou expulsat de Khartum on vivia en un inetnt per millorar les relacions amb els Estats Units que acusava a Osama dels atacs recents (novembre de 1995) contra tropes americanes a l'Aràbia Saudita, i demostrar que el govern sudanès no hi donava suport. Però el govern sudanès es va negar a aclarir la nova residència i això fou considerat un encobriment i els Estats Units van fer aprovar una resolució al Consell de Seguretat prohibint els vols internacionals de les Línies Aèries Sudaneses (la mateixa prohibició que afectava a Líbia) cosa que només perjudicava a la població civil.
El desembre de 1996 l'Aliança Nacional Democràtica i el moviment de Garang arribaven a un acord d'aliança i es creava un Comité Militar Conjunt CMC (Joint Military Council, JMC). Aquest acord no va agradar als nubis de Kordofan del Sud i altres negres del nord que temien que en cas d'una independència del sud quedarien en posició precària.
El gener de 1997 el SPLA va iniciar una ofensiva general amb ajuda ugandesa i probablement etíop i eritrea (i ajut americà en dòlars) recuperant en els mesos següents la major part de dos dels tres estats del sud dominant un territori més gran que França. El 21 d'abril de 1997, en virtut de la Carta Política de feia un any, se signava a Khartum l'acord de pau del govern amb la facció de Riek Machar, quan les operacions sobre el terreny ja deixaven entreveure que no podria ser efectiu. Aquest acord preveia un referèndum d'autodeterminació pel 2001, i mentre s'establia un Consell de Coordinació Transitori autònom per governar el sud, sense la llei islàmica i amb seu a Juba, a més de reconèixer la llei consuetudinària i promulgar una amnistia. En virtut d'aquest acord (conegut com a "Pau Inclusiva") Riek Machar fou nomenat president del Consell de Coordinació Transitori Autònom, embrió de l'autonomia del Sud del Sudan, i vicepresident de tot el Sudan. Les faccions sud-sudaneses es van afegir en general a l'acord amb el govern, en part per debilitat enfront de Garang, que temien que els marginaria, en part per conflictes ètnics (el moviment de Garang era de majoria dinka). Les principals faccions que es van unir a l'acord foren la de Teophillo Ochan de la FDE/EDF (Força de Defensa d'Equatoria/Equatoria Defense Force), Kerubino Kuany Bol (Exèrcit Popular d'Alliberament del Sudan-Unificat Bahr al-Ghazal), i Arok Thon Arok (ex comandant del EPAS a Bor que havia estat empresonat per Garang) de l'EPAS-Bor.
Riek Machar va organitzar llavors el Front Unit de Salvació Democràtica i les Forces de Defensa del Sud del Sudan que van incloure altres grups.
El juny de 1997 els parlamentaria del Sudan occidental van reclamar tanmateix l'autodeterminació per la seva regió (el Darfur) per considerar que els recursos que s'havien d'haver destinat al Darfur s'havien utilitzat per satisfer les reclamacions del sud i impedir la seva secessió. Kordofan i Abyei van demanar ser inclosos al sud.
El 30 de juny de 1997 l'oposició del Comitè Militar Conjunt (CMC), en el vuitè aniversari del cop d'estat donava informació de les operacions militars dels darrers sis mesos: al front sud de Nil Blau (és a dir a l'Alt Nil) la XIII Divisió del comandant Malik Agar va fer una ofensiva i va capturar les guarnicions de Kurmuk, Qeisan i Chali i altres menors; a la part nord de l'estat del Nil el EPAS (SPLA) va capturar les guarnicions de Menza, Yarada Abutera i Khor Gana i altres menors. A la resta del sud el EPAS va llençar l'operació Thunderbolt (OTB) el març de 1997, seguida per l'operació [William] Deng Nhial (ODN) el maig i l'operació Final Lap (OFL) el juny; amb aquestes operacions les forces de l'EPAS van ocupar des de Kaya a la frontera amb Uganda, fins a Wau a Bahr al-Ghazal, 800 km més al nord; les forces militars sudaneses i del Front Nacional Islàmic van patir milers de baixes, ferits i presoners i un important equip militar va caure en mans dels rebels incloent tancs, artilleria, metralladores, municions i diversos tipus de vehicles que van reforçar molt l'EPAS. Entre les principals guarnicions capturades a Equatoria hi havia Kaya, Bazi, Morobo, Yei, Loka, Lainya, Kaguada, Kajokaji, Jambo, Lanyi, Lui, Amadi i Tali aquesta darrera capturada el 28 de juny); a Bahr el-Ghazal es van ocupar Rumbek, Tonj, Warrap, Yirol i Shambe i el govern només conservava quatre posicions en tot l'estat: Wau, Aweil, Gogrial i Raga, mentre que a Equatoria només conservava Juba, Torit i Kapoeta i les fortaleses entorn de Juba com Tindillo, Terdaka, Rokon, Bonga, Rojo, Mangalla i Gemmeiza. Al front oriental, on les forces de l'Aliança (JMC o sigui Joint Military Council, en català CMC) altres que les del EPAS tenien la seva base, van dominar tota la frontera amb Eritrea dirigint una ofensiva en dos dels tres sectors en què estava dividit aquest front, coordinades amb les operacions al sud (Nil Superior). Al Nil Blau hi havia forces de la NSB o BNS (New Sudan Brigade/Brigada del Nou Sudan, una força especial sota direcció directe de Garang), Partit Unionista Democràtic, Forces Aliades Sudaneses (FAS/SAF), Umma National Party i Congrés dels Begues (Beja Congress) i les forces revolucionàries van capturar Garora, Iterba, Agitai, Agig i Marafit però aquesta darrera fou reconquerida pels nordsudanesos; al sector central, amb forces de la NSB, Forces Aliades Sudaneses (FAS/SAF), Umma, Aliança Federal Democràtica del Sudan (AFDS/SFDA) i Congrés dels Begues (Beja Congress) i es van capturar les guarnicions de Kotoneb, Gedamayib, Togan, Rebasum, Telkuk, Timekit i Girgir; i al sector sud amb forces de la NSB, Forces Aliades Sudaneses (FAS/SAF), Partit Democràtic Unionista, Umma i del Legitim Comandament de les Forces Armades(dissidents de l'exèrcit) les operacions foren de guerrilla. El tinent general Abdel Rahman Saeed, antic subcap de l'estat major d'operacions de l'Exèrcit Sudanès, fou nomenat vicepresident i portaveu del Comitè Militar Conjunt. Garang somiava amb l'establiment d'un Nou Sudan i els territoris que dominava els va anomenar així. La situació militar i política no va canviar la resta de l'any i els combats van perdre intensitat.
El govern va encarregar a Riek Machar i Kerubino Kuanyin Bol establir una zona tampó entre les forces rebels i els territoris del govern, per protegir els camps de petroli explotats des de feia poc, i que havien permès subsistir econòmicament al govern sudanès. Des de la seva base de Gogrial, Kerubino Kuanyin va protegir el nord de Bahr al-Ghazal (al nord del riu Lol fins Abyei) i va enllaçar amb les forces de Riek Machar a l'Alt Nil; amb aquesta unió s'esperava aturar a Garang en el seu avanç cap a Bentiu. Paulino Matiep Nhial, que el 1991 havia donat suport a Machar en la seva dissidència i el 1995 s'havia incorporat teòricament al MISS, en la pràctica va romandre com a cap de guerra independent a l'estat Unity sota el nom de Moviment de la Unitat del Sudan del Sud (MUSS/SSUM) i el govern el va contractar per expulsar els civils de la zona de concessions petrolieres conegudes com a Block 5A (i altres) el que li va valer enfrontar-se amb Machar que ara era el comandant del conjunt de les forces militars sudistes del sud. El 1998 Paulino i les forces armades sudaneses operant junts, es van enfrontar diverses vegades a les Forces de Defensa del Sud del Sudan, nominalment aliades del govern, intentant ambdues controlar l'estat Unity i els camps de petroli.
El 1998 es van autoritzar els partits i llavors al-Bashir i al-Turabi van refundar el partit dirigent (el Front Nacional Islàmic sembla que no fou dissolt formalment, però de facto fou donat per dissolt per assoliment dels seus objectius) i van crear el Partit del Congrés Nacional del Sudan, del qual al-Turabi fou president (a més de president de l'Assemblea Nacional) i al-Bashir el secretari general. Els membres del partit únic dominaven la totalitat del parlament.
El comandant operatiu de les Forces de Defensa del Sud, Tito Biel, va haver d'evacuar la població de Leer a l'inici del 1999. Tito Biel llavors es va passar a Garang.
Riek Machar no va poder impedir que els civils fossin desplaçats de les zones petrolieres de l'estat Unity i els nuers es van girar en contra del seu cap natural. El juny de 1999 les FDSS van arribar a un acord amb el EPAS de Garang i van començar a rebre municions.
El 2000 en una reunió de líders sudistes a Koch, Riek Machar va dimitir del govern de Sudan i va convertir les seves forces en les Forces de Defensa Popular del Sudan i al moviment polític en Front Democràtic Popular del Sudan. Sense suport a les seves bases tradicionals, va traslladar la seu del moviment a l'est de la regió de Jinkany.
El 2000, després que el govern sudanès va aprovar eleccions democràtiques. Al-Turabi es va oposar a la reelecció a la presidència d'al-Bashir i aquest va haver de dissoldre el parlament i declarar l'estat d'emergència; al-Turabi fou suspès com a president del PCN.
i un temps després arrestat acusat de conspiració, sent alliberat l'octubre del 2003. Les eleccions lesgilatives foren boicotejades per l'oposició, concurrent només l'Aliança de Forces del Poble Treballador, el partit de l'anterior president Gaafar al-Nimeiry. La utilitat de les eleccions fou qüestionava a causa del boicot dels principals partits democràtics, l'Umma National Party i el Partit Democràtic Unionista Sudanès. Després que Hasan al-Turabi, llavors president del parlament, va introduir una moció per reduir els poders del president, al-Bashir a va dissoldre parlament i va declarar l'estat d'alarma; això va produir una divisió dins de l'organització dirigent del Sudan; segons hom diu, al-Turabi fou suspès com a president del Partit de Congrés Nacional després que instés un boicot de la campanya de reelecció del President.
Tot i el boicot opositor les eleccions legislatives es van celebrar el desembre de 2000, i el Partit del Congrés Nacional del Sudan va obtenir 355 de 360 escons (5 independents). A les eleccions presidencials simultànies el seu candidat Omar al-Bashir guanyava amb el 86,5% del vot popular (Nimeiry, el candidat rival, fou derrotat i només va obtenir un 9,6%) i Bashir va quedar reelegit. Els membres del Partit del Congrés Nacional continuaren dominant la Unió dels Advocats, les organitzacions d'agricultors del nord, i les organitzacions universitàries. Llavors, la facció dissident dirigida per al-Turabi, va formar el Partit del Congrés Nacional Popular (PNC o CNP), que va signar un acord amb l'Exèrcit Popular d'Alliberament del Sudan (SPLA), el grup rebel més gran del país, el que va fer pensar a al-Bashir que estava conspirant per enderrocar-lo a ell i el govern. Al-Turabi fou llavors empresonat el 2000 sota acusació de conspiració, abans de ser alliberat l'octubre de 2003.
El 6 de gener del 2002 sota pressió exterior (per presenter un front comú) es va acordar que les Forces de Defensa Popular del Sudan i el seu moviment polític, el Front Democràtic Popular del Sudan, s'uniria al SPLM/SPLA i les dues organitzacions funcionarien sota el nom de SPLM/SPDF (Sudan Peoples Liberation Movement/Sudan Peoples Defence Forces).
Després de negociacions entre el govern i el Moviment d'Alliberament del Poble Sudanès (SPLM, incloent al SPDF) el 20 de juliol de 2002 se signava a Machakos, Kenya, un acord sobre principis amples de govern i governació, que establia una autonomia pel Sudan del Sud i un referèndum d'autodeterminació al cap de sis anys. Aquest acord fou conegut com a Protocol de Machakos i de fet va posar final a la guerra; aquest acord va provocar la defecció dels comandantes d'ètnia Nuer, Tito Biel Chor i Marko Liah, oposats per considerat que beneficiava als dinka, que van recuperar el nom de SSIM. El protocol de Machakos va anar seguit d'altres protocols signats a Naivasha (25 de setembre de 2003, 7 de gener de 2004 i 26 de maig de 2004 sobre diversos aspectes del conflicte.
Des de l'esclat del conflicte de Darfur el 2003 entre el govern d'Omar al-Bashir i grups de rebels com l'Exèrcit Popular d'Alliberament del Sudan, el SPLA, i el Moviment per la Justícia i la Igualtat, el PCN fou criticat gairebé universalment per presumptament, tanmateix no oficialment, donar suport a milícies àrabs com els Janjaweed durant una campanya d'assassinat, violació i deportació contra la població local. A causa de la guerrilla a la regió Darfur, entre 200.000 i 400.000 persones han mort, mentre més de 2,5 milions de persones han estat desplaçades
Els acords entre el govern i el SPLM iniciats a Machakos, van portar a l'alto el foc permanent (signat a Naivasha, el 30 d'octubre de 2004) pel qual el SPLA no podria participar en els combats i havia de deixar d'ajudar altres moviments en armes. El darrer acord sobre aplicació dels termes concertats es va signar també a Naivasha (Nairobi), el 31 de desembre de 2004, i el 9 de gener de 2005, en una cerimònia especial es va signar al mateix lloc l'acord final, conegut com a Acord de Pau Complet (Comprehensive Peace Agreement) que marcava el començament de les activitats d'aplicació. El govern i el Partit del Congrés Nacional acordaven l'autonomia del Sudan del Sud durant sis anys, per després fer un referèndum sobre la independència el 2011. Aquest acord fou el final de la segona guerra civil sudanesa.
Els anys següents (2005 a 2009) van estar marcats pel conflicte de Darfur, els esdeveniments del qual s'han d'analitzar separadament, pel conflicte amb el Txad, i per la persecució internacional del president Bashir per crims contra la humanitat. El 31 d'agost de 2006 el consell de seguretat de l'ONU, en la seva resolució 1706, va aprovar l'enviament d'una força de pau de 17.300 homes al Darfur coneguda com a UNMIS. El 14 d'octubre de 2006 es va arribar a un acord de pau amb el Congrés dels Beges, els Lleons Lliures Rashaida, que aliats del Moviment per la Justícia i la Igualtat (que operava principalment al Darfur) havien format el Front Oriental del Sudan. L'acord fou firmant a Asmara (Eritrea) sent conegut com a Eastern Sudan Peace Agreement (Acord de Pau del Sudan Oriental).
En els següents mesos (2006-2007) la UNMIS no va poder desplegar-se al Darfur per l'oposició del govern sudanès. Llavors l'ONU, per estabilitzar la regió, va transferir la missió a un contingent conjunt propi i de la Unió Africana i sota forta pressió internacional el govern sudanès va acceptar finalment el desplegament d'aquesta força. El 23 d'abril de 2007 es va establir l'Autoritat Regional de Transició del Darfur; el juliol de 2012 s'havia de celebrar un referèndum per decidir sobre el futur del Darfur com una unitat autònoma (limitadament) o com a tres estats descentralitzats (Darfur Occidental, Janob Darfur i Shamal Darfur).
El 14 de juliol de 2008 s'anunciaven càrrecs criminals (fins a deu) contra el President Omar al-Bashir, i posteriorment es va emetre una ordre pel seu arrest, però encara no s'ha pogut executar.
Malgrat l'ordre d'arrest internacional, al-Bashir va restar com a President del país i líder del PCN. El conflicte amb el Txad es va acabar el 2009 i l'acord de pau es va signar el 15 de gener de 2010, després de cinc anys d'una guerra no declarada. El febrer de 2010 es va signar un acord de pau amb el JEM que no fou acceptat per altres faccions del Darfur.
Bashir fou el candidat oficial a les eleccions presidencials de l'abril del 2010, les primeres amb participació de diversos partits incloent els de l'oposició democràtica, i va aconseguir 6.901.694 vots (68,24%), seguit del candidat del SPLM, Yasir Arman amb 2.193.826 vots (21,69%); cap dels altres candidats va tenir un nombre significatiu de vots; el que més fou Abdullah Deng Nhial, amb el 3,92% (tercera posició), i després el cantidat del partit Democràtic Unionista Sudanès Khatim al-Sirr (1,97%) i al-Sadia al Mahdi de l'Umma amb el 0,96%. Els altres set candidats van obtenir entre el 0,71% i el 0,26% (el darrer el candidat del Partit Comunista del Sudan Muhammad Ibrahim Nugud). A les lesgislatives celebrades al mateix temps el PCN va ontenir 323 escons (de 450), seguit del SPLM amb 99, el Partit del Congrés Popular (de Hasan al-Turabi) amb 4, el Partit Democràtic Unionista amb 4, l'Umma National Party facció federal amb 3 i l'Umma facció Renovació i Reforma amb 2, el Partit Democràtic Unionista facció anomenada Original, amb 2, i el SPLM, facció Canvi Democràtic de Lam Akol, amb 2.
El gener del 2011 (9 al 15) es va celebrar el referèndum sobre la independència del Sudan del Sud amb un resultat aclaparador en favor de la independència: 3.792.518 votants a favor del "si" (98,83%) per només 44.888 vots en contra (1,17%) i 14.588 vots en blanc o nul (0,38%). D'acord amb el que s'estableix en l'acord de pau, el Sudan del Sud va esdevenir estat independent el 9 de juliol de 2011 amb capital a Juba i Salva Kiir Mayardit com a president. Al-Bashir va acceptar el resultat però va refusar la celebració dels referèndums previstos sobre Abyei, Kordofan del Sud (Muntanyes Nuba) i estat del Nil Blau que des de llavors són ara focus del conflicte juntament amb Darfur. El 21 de setembre de 2011 es va establir l'Autoritat Regional de Darfur, ja sense caràcter transitori, dirigida per Tijani al-Sissi del LJM (Moviment d'Alliberament i Justicia).

## Presidents del Sudan
- Abdel Fattah Muhammad al-Magrabi, Muhammad Ahmad Yasin, Ahmad Muhammad Salih, Muhammad Othman ad-Dardiri i Siricio Iro Wani 1 de gener de 1956 - 17 de novembre de 1958
- Ibrahim Abboud o Abbud (President del Consell Suprem -militar- fins al 20 d'octubre de 1964, després president) 18 de novembre de 1958 a 16 de novembre de 1964
- Sirr al-Khatim al-Khalifa (interí) 16 de novembre de 1964 - 3 de desembre de 1964
- Abdel Halim Muhammad, Tijani al-Mahi, Mubarak Shaddad, Ibrahim Yusuf Sulayman i Luigi Adwok Bong Gicomeho 3 de desembre de 1964 a 10 de juny de 1965
- Ismail al-Azhari, Abdullah al-Fadil al-Mahdi, Luigi Adwok Bong Gicomeho, Abdel Halim Muhammad i Khidr Hamad 10 de juny de 1965 a 8 de juliol de 1965
- Ismail al-Azhari (president del Consell Suprem) 8 de juliol de 1965 - 25 de maig de 1969
- Gaafar Muhammad al-Nimeiry (president del Consell Revolucionari) 25 de maig de 1969 - 19 de juliol de 1971
- Babiker al-Nur Osman (president del Consell Revolucionari) 19 de juliol de 1971 - 22 de juliol de 1971 (president del Consell Revolucionari)
- Gaafar Muhammad al-Nimeiry (president del Consell Revolucionari fins al 12 d'octubre de 1971, després president) 22 de juliol de 1971 a 6 d'abril de 1985
- Abdel Rahman Swar al-Dahab (president del Consell Militar de Transició) 6 d'abril de 1985 a 6 de maig de 1986
- Ahmad Ali al-Mirghani (President del Consell Suprem) 6 de maig de 1986 - 30 de juny de 1989
- Omar Hassan Ahmad al-Bashir (President del Consell de Comandament Revolucionari per la Salvació Nacional fins al 16 d'octubre de 1993) 30 de juny de 1989 - 11 de April de 2019.
- Abdel Fattah Abdelrahman Burhan

## Primers ministres del Sudan
- Ismail al-Azhari 1 de gener del 1956 - 5 de juliol de 1956
- Abdullah Khalil 5 de juliol de 1956 - 17 de novembre de 1958
- Ibrahim Abboud o Abbud 18 de novembre de 1958 - 30 d'octubre de 1964
- Sirr al-Khatim al-Khalifa 30 d'octubre de 1964 - 9 de juny de 1965
- Muhammad Ahmad Mahgoub 10 de juny de 1965 - 25 de juliol de 1966
- Saddik al-Mahdi 27 de juliol de 1966 - 18 de maig de 1967
- Muhammad Ahmad Mahgoub 18 de maig de 1967 - 25 de maig de 1969 (segona vegada)
- Abubakr o Babiker Awadalla 25 de maig de 1969 - 27 d'octubre de 1969
- Gaafar Muhammad al-Nimeiry 28 d'octubre de 1969 - 11 d'agost de 1976
- Rashid Bakr 11 d'agost de 1976 - 10 de setembre de 1977
- Gaafar Muhammad al-Nimeiry10 de setembre de 1977 - 6 d'abril de 1985
- al-Jazuli Dafalla 22 d'abril de 1985 - 6 de maig de 1986
- Saddik al-Mahdi 6 de maig de 1986 - 30 de juny de 1989 (segona vegada)
- Càrrec suprimit des de 30 de juny de 1989.